# نهائي كأس أمم أوقيانوسيا 1998
نهائي كأس أوقيانوسيا للأمم 1998 هي المباراة النهائية من منافسة كأس أوقيانوسيا للأمم 1998، أقيمت المباراة في 4 أكتوبر 1998، في لانغ بارك، بين فريقي منتخب أستراليا لكرة القدم، ومنتخب نيوزيلندا لكرة القدم، وفاز فيها منتخب نيوزيلندا لكرة القدم، بعد أن هزم منتخب أستراليا لكرة القدم، بنتيجة 0 - 1.

## تفاصيل المباراة
لعبت المباراة النهائية في 4 أكتوبر 1998.
| منتخب أستراليا لكرة القدم | 0 -1 | منتخب نيوزيلندا لكرة القدم |
| ------------------------- | ---- | -------------------------- |
|                           |      | مارك بورتون 24 '           |